# Elvis Perkins

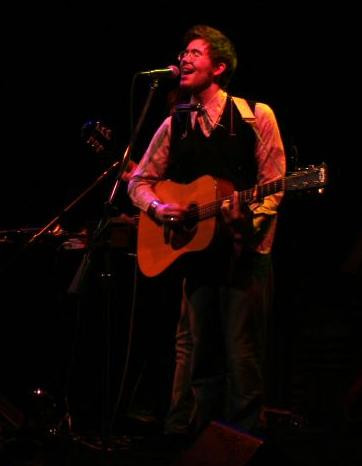
Elvis Perkins bij een optreden in Joe's Pub in New York op 1 maart 2007.

Elvis Perkins (New York, 9 februari 1976) is een Amerikaanse folkrock-artiest. Zijn debuutalbum Ash Wednesday, verscheen in 2007. Hierna toerde hij ter ondersteuning van het album met zijn band door Dearland. De band bestond uit naast Perkins uit multi-instrumentalisten Brigham Brough (bas, zang, saxofoon), Wyndham Boylan - Garnett (orgel, harmonium, trombone, gitaar, zang) en Nick Kinsey (drums, klarinet, zang). De band bracht haar gelijknamige debuut Elvis Perkins in Dearland uit op 10 maart 2009.
Perkins is een zoon van acteur Anthony Perkins en fotograaf Berry Berenson.

## Discografie

### Albums
- Ash Wednesday (20 februari, 2007)
- Elvis Perkins in Dearland (10 maart 2009)
- I Aubade (24 februari 2015)
- The Blackcoat's Daughter (27 maart 2017)

### Singles
- While You Were Sleeping (16 juli 2007)
- All the Night Without Love (20 november 2007)

- Bibliothèque nationale de France: cb155664324 (data)
- Gemeinsame Normdatei: 133195015
- International Standard Name Identifier: 0000 0000 7850 4664
- Library of Congress Control Number: no2007062044
- MusicBrainz: ca2f9ff7-c53d-4b8b-a687-a5001ce5fcf6
- Nationale Bibliotheek van Tsjechië: xx0107423
- Nationale Bibliotheek van Israël: 987007339814405171
- Système universitaire de documentation: 250689154
- Virtual International Authority File: 103132603
- WorldCat: E39PBJvHbmqYcbh8jbJ6T7mmVC